# Carrie Dobrová
Carrie Dobrová (* 30. května 1957 New York, New York) je americká herečka.
V televizi debutovala v roce 1993 epizodní rolí v seriálu Policie z Palm Beach, v následujících letech hrála ve filmech Špatně hlídané sny a Útok. Roku 1996 hrála jednu z hlavních postav ve sci-fi seriálu Hypernauts, v letech 1996 a 1997 se objevila ve dvou menších rolích ve sci-fi seriálu Babylon 5. V epizodě „Exogenesis“ (1996) ztvárnila doktorku Harrisonovou, v díle „Racing Mars“ Brakirijku. Roku 1999 hrála v televizním filmu Babylon 5: Volání do zbraně zlodějku Dureenu Nafeel, kterou představovala i v navazujícím seriálu Křížová výprava. Dále hrála např. ve filmech The Emissary: A Biblical Epic a A Marine Story či hostovala v seriálech Beverly Hills 90210 a Křižovatky medicíny.